# フィッシング3D
『Fishing 3D（フィッシング3D）』（フィッシングスリーディー）は、ディースリー・パブリッシャーより2012年2月2日に発売のニンテンドー3DS専用バスフィッシング（スポーツ）ゲームである。当初の発売日は2011年6月9日であったが、諸事情により延期・未定とされた。後に2012年2月2日発売となった。
海外ではAngler's Club: Ultimate Bass Fishing 3Dのタイトルで2011年9月30日に発売されている。
3DSによる3D立体視によって、より本格バスフィッシングが楽しめる。フィールドは巨大な湖「レイク・サンライズ」が舞台。5つのエリアに分けられている。